# Aliağa
Aliağa es una ciudad y un distrito a unos 50 km al norte de Esmirna en la costa turca del Egeo en la provincia de Esmirna.
Una refinería de petróleo, varias empresas de desmantelamiento de buques y el turismo son los principales pilares económicos Aliağas. A unos quince kilómetros al norte de Aliağa se encuentran los restos de la antigua ciudad eólica de Myrina, a unos seis kilómetros al sur están las ruinas de Kyme y a 20 kilómetros al este las de Aigai. A unos 12 km al este de la ciudad está la presa de Güzelhisar.
Tras una reforma administrativa en 2014, todos los distritos están directamente subordinados al alcalde de Izmir. Los antiguos alcaldes de los municipios (Belediye) fueron degradados al rango de Muhtar. Desde entonces, la ciudad es idéntica al condado en términos de población y superficie.